# Toba Inlet
El Toba Inlet  (en català, fiord o badia Toba) és un dels principals fiords de la costa de la Colúmbia Britànica, Canadà, que separa l'illa de Vancouver del continent.

## Geografia
Toba Inlet és una de les entrades menors, però important, de la costa de la Colúmbia Britànica. És el quart dels fiords al nord del paral·lel 49ºN, que comencen amb el Burrard Inlet (el port de la ciutat de Vancouver). Entre aquest i el Jervis Inlet, a l'est, hi ha un fiord d'aigua dolça, el llac Powell, que ha estat afectat per un projecte de minicentrals hidroelèctriques per subministrar energia a la gran planta de cel·lulosa del Powell River (19.599 hab. al 2006), la ciutat més gran de la península de Malaspina a la part nord de la Sunshine Coast.
El Toba Inlet és relativament curt en comparança amb els altres principals fiords; només té uns 2,5 km d'amplària mitjana i 35 km des de la desembocadura del riu Toba (amb una conca de 1.759 km²) fins a la boca al Desolation Sound, en la unió del canal Pryce i el de Homfray, a la punta nord de l'illa East Redonda (62,12 km²), al grup d'illes Discovery. Al cap de l'entrada hi ha un poble de la tribu de les primeres nacions sliammon. Els penya-segats al llarg de la badia tenen cascades d'aigua importants, que són molt espectaculars quan es fon la neu.
El Toba Inlet és dins de la part continental del districte de Strathcona.

## Història
Les ribes del Toba Inlet són dins el territori tradicional de la tribu klahoose, part dels Salish de la Costa.
Els primers exploradors no autòctons que entraren en les aigües del Toba Inlet eren expedicions britàniques i espanyoles que havien arribat al 1792 simultàniament per resoldre les convencions de Nutka. Hi hagué cooperació entre els britànics, dirigits per George Vancouver, en el transcurs de l'expedició Vancouver (1791-95), i els espanyols, part de l'expedició Malaspina (1792-93), a les ordres de Dionisio Alcalá Galiano i Cayetano Valdés y Flores, comandant les naus Sutil i Mexicana.
Des de la base d'operacions al Desolation Sound s'enviaren barques a explorar la zona. El 25 de juny de 1792 Vancouver proposa enviar tres partides de reconeixement. Els espanyols se n'ofereixen a dur a terme una, i aquesta realitza la primera campanya d'exploració del Toba Inlet. Cayetano Valdés descriu l'entrada de mar com de gran profunditat, amb ribes escarpades i alts cims al voltant. Valdés troba a la costa oriental una «taula» o tauleta de fusta decorada amb motius fets al foc, que descriu com «jeroglífics dels indígenes». Hi havia diversos llogarets buits, on els espanyols no van trobar habitants. Valdés anomenà aquest entrant després com «canal de la Taula». Els britànics examinen l'entrant just després de Valdés, i en confirmen l'informe.
Vancouver va mantenir el nom en les seues cartes de 1795, que unes fonts atribueixen a un error del gravador que canvià el nom espanyol a la seua forma actual de «Toba». Altres versions sostenen que Vancouver l'anomena de manera intencionada en honor de Toba Arredondo, l'únic oficial de la seua expedició que encara no havia donat nom a un topònim.